# Wye-Abkommen
Das Wye-Abkommen (auch Wye-Pakt) war ein Interimsabkommen, das den weiteren Truppenabzug der israelischen Streitkräfte aus dem Westjordanland regeln sollte. Es setzte das Interimsabkommen über das Westjordanland und den Gazastreifen vom 28. September 1995 um.

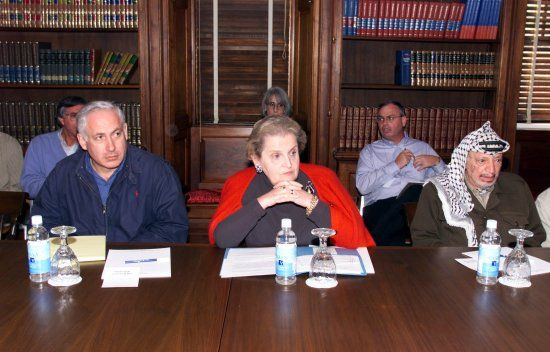
Der israelische Premierminister Benjamin Netanjahu, US-Außenministerin Madeleine Albright und Jassir Arafat beim Wye-River-Memorandum, Oktober 1998

Unter der Vermittlung des damaligen amerikanischen Präsidenten Bill Clinton und des Königs von Jordanien, 
Husain II trafen sich Israelis und Palästinenser in Wye Plantation in der Nähe von Washington, D.C., um den ins Stocken geratenen Friedensprozess wieder in Gang zu setzen. Am 23. Oktober 1998 unterzeichneten Ministerpräsident Benjamin Netanjahu und der Vorsitzende der palästinensischen Autonomiebehörde Jassir Arafat das Abkommen im Weißen Haus, Bill Clinton diente als Zeuge. Am 17. November 1998 stimmten 75 der 120 Knessetabgeordneten für das Abkommen, 19 stimmten dagegen.

## Bestimmungen
Das Wye-Abkommen beinhaltete vor allem folgende Bestimmungen:
- Den Abzug der Israelis in Schritten aus weiteren 13 % der Gebiete, die seit dem Sechstagekrieg von Israel gehalten wurden. Dieser sollte innerhalb der nächsten drei Monate übergehen. Das war bereits in Oslo vereinbart, aber von Israel nie umgesetzt worden[1].
- Die Übertragung der Verwaltung von weiteren 14 % der Gebiete, die bisher unter gemeinsamer Verwaltung standen
- Die Schaffung eines Sicherheitskorridor zwischen dem Gazastreifen und der Westbank, in dem sich die Palästinenser frei bewegen können
- Israel entlässt 700 von noch ca. 3.000 palästinensischen Gefangenen vorzeitig aus dem Gefängnis.
- Die Einsammelung von illegalen Waffen in den palästinensischen Autonomiegebieten
- Zusicherungen der palästinensischen Seite, den Terrorismus, insbesondere die Hamas, zu bekämpfen und die sogenannte „Drehtür-Politik“ (Entlassung von Terroristen nach wenigen Monaten Gefängnisaufenthalt) zu beenden. Dabei soll sie vom amerikanischen Geheimdienst CIA unterstützt werden
- Änderung der PLO-Charta um den Passus in den Statuten zu streichen, der zur Zerstörung von Israel aufruft
- Reduzierung der palästinensischen Polizei, die auf die doppelte Anzahl an Polizisten angewachsen war, als nach dem Abkommen von Oslo erlaubt ist
- Vereinbarungen über den Ausbau von Handel und Verkehr

## Geschichte
Die Umsetzung des Wye-Abkommen sollte Zug um Zug erfolgen. Bis zum Dezember des Jahres 1998 wurde jedoch nur etwa ein Drittel der Vereinbarungen erfüllt. Das Abkommen scheiterte trotz der erneuten Vermittlungsbemühungen Clintons. Netanjahus Regierung war gespalten in Teile, die das Abkommen ablehnten, und Teile, die den nach ihrer Ansicht zu langsamen Rückzug kritisierten.
Im Mai 1999 kam es zu Neuwahlen und Ehud Barak wurde zum Ministerpräsidenten gewählt. Dieser strebte eine rasche Durchsetzung des Wye-Abkommens und Verhandlungen über einen Endstatus an. So kam es zu einem Folgeabkommen in Scharm asch-Schaich (Ägypten), das am 5. September 1999 von Barak und Arafat unterzeichnet wurde (siehe Wye II).